# Шумейкер (місячний кратер)

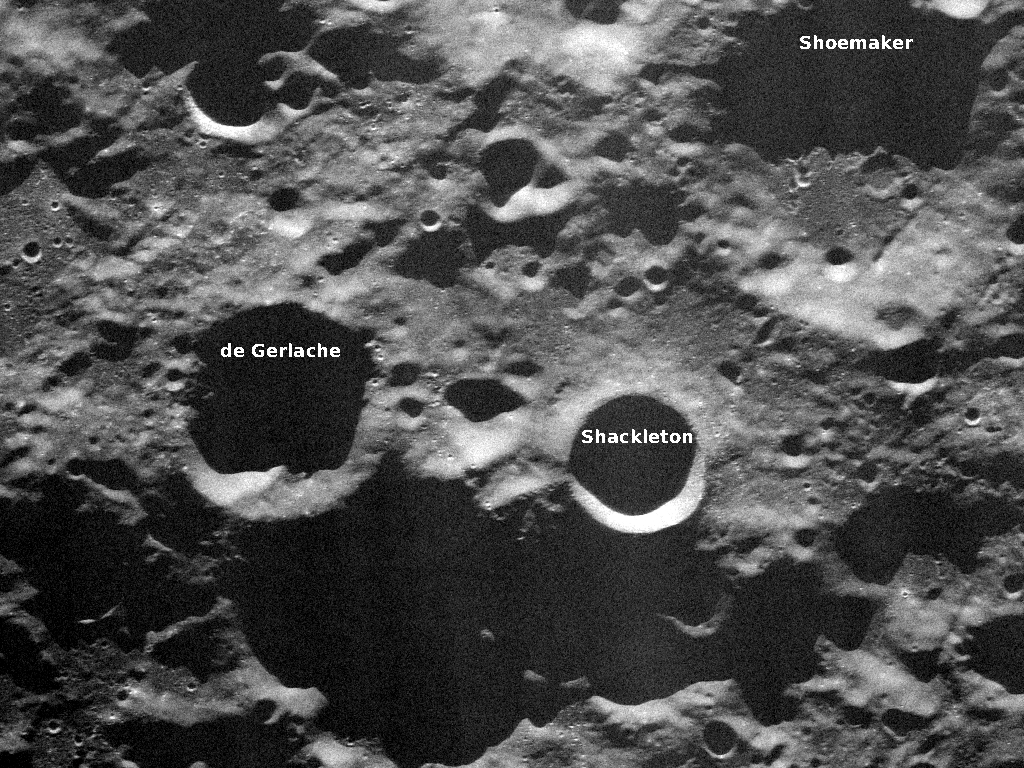
Кратер Шумейкер, зображений земним радаром.

Шумейкер — місячний ударний кратер, розташований поблизу південного полюса Місяця, в межах половини діаметра кратера Шеклтон.

## Кратер
Він лежить на південь від кратера Малаперт, на схід від кратера Гаворт і трохи на захід від Фаустіні такого ж розміру. Вал кратера Шумейкер круглий і потертий, з невеликими кратерами вздовж внутрішньої стінки. Через відсутність освітлення (це кратер вічної темряви) альбедо внутрішньої поверхні дна залишається невідомим.
До того, як Міжнародний астрономічний союз надав кратеру свою нинішню назву, ця формація мала неофіційну назву Моусон (на честь дослідника Антарктики Дугласа Моусона). Його офіційно назвали Шумейкер на честь Юджина Шумейкера, геолога, чиї останки були на борту космічного корабля Lunar Prospector, який торкнувся дна цього кратера. Корінні народи розкритикували захоронення останків Шумейкера як осквернення шанованого Місяця.

### Відкладення холодної пастки
Цей кратер зацікавив вчених, коли Lunar Prospector за допомогою нейтронного спектрометра виявив надзвичайно високі концентрації водню на дні цього та інших найближчих кратерів. Дно цього кратера зберігається в постійній тіні від Сонця, тому там підтримується температура нижче 100 К (−173 °C). Таким чином, дно утворює холодну пастку, і будь-які молекули води, які потрапляють у кратер від зіткнень з кометами, можуть осідати на дні та залишатися там майже постійно. Прилади на борту Lunar Prospector показали концентрацію водню близько 146 частин на мільйон в порівнянні з 50 частин на мільйон для середньої місячної поверхні.
Топографію цього кратера згодом виміряли за допомогою 70-метрової антени Голдстоун, яка використовувалась для опромінення як у радарі. Дві антени діаметром 34 м, розташовані за 20 км одна від одної, отримали відлуння, і результати були використані для створення топографічної карти з роздільною здатністю 150 м.
31 липня 1999 року Lunar Prospector навмисно врізався в дно цього кратера, щоб визначити, чи буде виявлено шлейф водяної пари. Очевидне виявлення води та неглибокий край цього кратера зробили його придатною мішенню для цього експерименту. Однак результат був невдалим. Подальші випробування не підтвердили наявність води на дні кратера, тому водень, знайдений на дні кратера, ймовірно, вилучити складніше, ніж очікувалося спочатку.